# Ријад Марез
Ријад Карим Марез (арап. رياض كريم محرز; Сарсел, 21. фебруар 1991) алжирски је фудбалер који игра у саудијском клубу Ел Ахли Џеда, на позицији крилног нападача.

## Биографија
Марез је рођен у Француском граду Сарсен, у скромној породици од оца Алжирца и мајке Мароканке. Његов отац Ахмед рођен је у граду Тлемсен у области Бени Сноунс. Већину свог детињства, Марез је провео у Алжиру.
Марезов отац је играо фудбал у Алжиру. Када је Марез имао петнаест година, отац му умире од срчаног удара. Године 2015. оженио је своју девојку која је Енглескиња и исте године су добили ћерку.
Марез је исламске вероисповести.
Своју каријеру је започео у омладинској екипи француског клуба ААС Сарсел. Каријеру професионалног фудбалера је започео 2009. године у француском фудбалском клубу Кимпер, где је одиграо само једну сезону пре него што је отишао у Авр. Ту је провео три године играјући за резервну екипу, пре него што је наступио за први тим. У јануару 2014. године потписао је за Лестер сити, са којим је освојио Другу Енглеску лигу и пласирао се у Премијер лигу. У сезони 2015/2016. проглашен је за фудбалера године у Алжиру, играча године у Премијер лиги као и за члана најбољих 11 у Премијер лиги.
За репрезентацију Алжира је дебитовао 2014. године и са њом је наступао на Светском првенству у Бразилу 2014. године и Афричком купу нација 2015. године у Екваторијалној Гвинеји.

## Клупска каријера

### Рана каријера
Иако због своје ситне грађе није био интересантан многим екипама, он је успео захваљујући својим техничким вештинама с лоптом да привуче пажњу на себе.
Године 2004. је заиграо за ААС Сарсел. После пет година проведених у клубу из родног града, прелази у Кимпер који се такмичио у аматерској лиги Француске. У дебитантској сезони је уписао 22 наступа и 2 гола. Док је играо за Кимпер живео је са Матијасом Погбом, старијим братом познатог фудбалера Француске репрезентације и Јувентуса, Пола Погбе.
За Авр је почео да игра 2010. године, након што су пропале могућности да пређе у једну од водећих екипа Француске лиге Пари Сен Жермен и Марсељ. У почетку је играо за резервну тим, Авр II, пре него што је почео да игра за прву екипу и уписао 60 наступа уз 6 голова у другој Француској лиги у периоду од 2011. до јануара 2014. године када је напустио клуб. Критиковао је другу Француску лигу због онога што је видео као нпр. што се екипе ослањају превише на одбрану и гледају да извуку реми без голова.

### Лестер Сити
Док је играо за Авр, скаут Лесет ситија Стив Волш је надгледао Марезове саиграче, али га је уместо њих импресионирао управо Марез. Марез до тада никада није чуо за Лестер, за који је у почетку мислио да је рагби клуб. За Лестер 11. јануара 2014. године потписује троипогодишњи уговор.
Његова породица и пријатељи су у почетку били скептични по питању његовог преласка у енглески фудбал, због његових физичких особина, верујући да би му због његовог начина игре више одговарао одлазак у Шпанију.
Дебитовао је 25. јануара 2014. године у победи над Мидлсброом од 2:0, када је у 79. минуту ушао уместо Лојда Дајера. Након што је у четири утакмице улазио са клупе и првог гола који је постигао у 82. минуту против локалног ривала Нотингем фореста, тренер Најџел Пирсон је најавио у фебруару 2014. године да је Марез спреман да буде у стартној постави. Лестер је ту сезону завршио као први у другој Енглеској лиги, познатијој као Чемпионшип, и вратио се у Премијер лигу после десет година.
У Премијер лиги дебитовао је 16. августа 2014. године, а свој први гол у том такмичењу постигао је 4. октобра исте године на утакмици са Барнлијем која је завршена 2:2. Марез је био део екипе Лестера која је победила седам од последњих девет утакмица у сезони и тако изборила опстанак у лиги. Он је постигао оба гола у победи над Саутемптоном 9. маја и сезону завршио са 4 постигнута гола и 3 асистенције у 30 наступа.
У августу 2015. године је потписао нови четворогодишњи уговор са Лестером. У првој утакмици нове сезоне, коју је Лестер добио 4:2 на свом терену против Сандерленда, Марез је био двоструки стрелац. Након четири постигнута гола на прве четири утакмице, Марез је номинован за играча месеца у Премијер лиги. До 3. новембра 2015. године постигао је седам голова на десет утакмица. У победи над Свонсијем од 3:0, Марез је био стрелац сва три гола (укупно десет до тада у сезони), чиме је постао први алжирски фудбалер који је постигао хет-трик у Премијер лиги, а Лестер је том победом избио на прво место Премијер лиге.
Заједно са својим саиграчима из средине терена Марком Олбрајтоном и Енголом Кантеом, Марез је добио похвале за удео у сјајној форми Лестера у дотадашњем делу сезоне, а пред почетак прелазног рока у јануару, тренер Лестера Клаудио Ранијери је Мареза и Џејмија Вардија описао као "непроцењиве".
Јануара 2016. године, Марезова тржишна цена порасла је са 4,5 милиона фунти на 30,1 милион, што га је поставило међу педесет најскупљих фудбалера Европе. У текућој години, Марезова популарност у домовини је довела до тога да Лестер има три пута више обожавалаца на Фејсбуку у Алжиру него у Великој Британији.
Фризерски салон у Сарселу који је он често посећивао у детињству је постао одредиште навијача који долазе да би направили исту фризуру као Марез.
Марез је један од четворице фудбалера Лестера који су у априлу 2016. године уврштени у једанаест најбољих играча године у Премијер лиги, а сам Марез је проглашен за најбољег играча тог месеца. Он је први афрички фудбалер који је добио ово признање. Са екипом Лестера постао је шампион за сезону 2015/2016., што је уједно и прва титула првака државе за Лестер у његовој дугој историји.

## Репрезентативна каријера
У новембру 2013. године, Марез добија позив за националну селекцију своје земље. Уврштен је на шири списак екипе Алжира за Светско првенство. Свој први наступ за "Пустињске лисице", како је назив за репрезентацију Алжира, уписао је 31. маја 2014. године у пријатељској утакмици против Јерменије, у оквиру припрема за Светско првенство. Након те утакмице је уврштен на званични списак репрезентације за првенство света.
За селекцију своје земље, први гол постиже 15. октобра 2014. године у утакмици против Малавија, коју је Алжир добио са 3:0 у оквиру квалификација за Афрички куп нација. У децембру исте године нашао се на списку репрезентативаца за завршни турнир у Екваторијалној Гвинеји. Дао је велики допринос свом тиму на том првенству на коме је његова репрезентација стигла до четвртфинала, а он је дао први гол у победи над Сенегалом од 2:0 у последњој утакмици групне фазе која им је омогућила пролаз даље.

## Статистика

### Клуб
| Клуб           | Сезона       | Лига                 | Лига    | Лига   | Куп     | Куп    | Лига куп | Лига куп | Европа  | Европа | Остало  | Остало | Укупно  | Укупно |
| Клуб           | Сезона       | Дивизија             | Наступи | Голови | Наступи | Голови | Наступи  | Голови   | Наступи | Голови | Наступи | Голови | Наступи | Голови |
| -------------- | ------------ | -------------------- | ------- | ------ | ------- | ------ | -------- | -------- | ------- | ------ | ------- | ------ | ------- | ------ |
| Кимпер         | 2009/10.     | ЦФА                  | 27      | 1      | 0       | 0      | —        | —        | —       | —      | —       | —      | 27      | 1      |
| Авр 2          | 2010/11.     | ЦФА                  | 32      | 13     | 0       | 0      | 0        | 0        | —       | —      | —       | —      | 32      | 13     |
| Авр 2          | 2011/12.     | ЦФА                  | 25      | 11     | 0       | 0      | 0        | 0        | —       | —      | —       | —      | 25      | 11     |
| Авр 2          | 2012/13.     | ЦФА                  | 3       | 0      | 0       | 0      | 0        | 0        | —       | —      | —       | —      | 3       | 0      |
| Авр 2          | Укупно       | Укупно               | 60      | 24     | 0       | 0      | 0        | 0        | —       | —      | —       | —      | 60      | 24     |
| Авр            | 2011/12.     | Друга лига Француске | 9       | 0      | 0       | 0      | 0        | 0        | —       | —      | —       | —      | 9       | 0      |
| Авр            | 2012/13.     | Друга лига Француске | 34      | 4      | 4       | 1      | 1        | 0        | —       | —      | —       | —      | 39      | 5      |
| Авр            | 2013/14.     | Друга лига Француске | 17      | 2      | 0       | 0      | 2        | 3        | —       | —      | —       | —      | 19      | 5      |
| Авр            | Укупно       | Укупно               | 60      | 6      | 4       | 1      | 3        | 3        | —       | —      | —       | —      | 67      | 10     |
| Лестер Сити    | 2013/14.     | Чемпионшип           | 19      | 3      | 0       | 0      | 0        | 0        | —       | —      | —       | —      | 19      | 3      |
| Лестер Сити    | 2014/15.     | Премијер лига        | 30      | 4      | 1       | 0      | 1        | 0        | —       | —      | —       | —      | 32      | 4      |
| Лестер Сити    | 2015/16.     | Премијер лига        | 37      | 17     | 0       | 0      | 2        | 1        | —       | —      | —       | —      | 39      | 18     |
| Лестер Сити    | 2016/17.     | Премијер лига        | 36      | 6      | 2       | 0      | 0        | 0        | 9       | 4      | 1       | 0      | 48      | 10     |
| Лестер Сити    | 2017/18.     | Премијер лига        | 36      | 12     | 3       | 0      | 2        | 1        | —       | —      | —       | —      | 41      | 13     |
| Лестер Сити    | Укупно       | Укупно               | 158     | 42     | 6       | 0      | 5        | 2        | 9       | 4      | 1       | 0      | 179     | 48     |
| Манчестер сити | 2018/19.     | Премијер лига        | 27      | 7      | 5       | 2      | 5        | 2        | 6       | 1      | 1       | 0      | 44      | 12     |
| Манчестер сити | 2019/20.     | Премијер лига        | 33      | 11     | 5       | 0      | 5        | 1        | 7       | 1      | 0       | 0      | 50      | 13     |
| Манчестер сити | 2020/21.     | Премијер лига        | 27      | 9      | 4       | 0      | 5        | 1        | 12      | 4      | —       | —      | 48      | 14     |
| Манчестер сити | 2021/22.     | Премијер лига        | 28      | 11     | 4       | 4      | 2        | 2        | 12      | 7      | 1       | 0      | 47      | 24     |
| Манчестер сити | 2022/23.     | Премијер лига        | 30      | 5      | 5       | 5      | 2        | 2        | 9       | 3      | 1       | 0      | 47      | 15     |
| Манчестер сити | Укупно       | Укупно               | 145     | 45     | 23      | 11     | 19       | 8        | 46      | 16     | 3       | 0      | 236     | 78     |
| Ел Ахли Џеда   | 2023/24.     | Саудијска лига       | 27      | 9      | 1       | 1      | —        | —        | —       | —      | —       | —      | 28      | 10     |
| Career total   | Career total | Career total         | 477     | 125    | 34      | 13     | 27       | 13       | 54      | 20     | 4       | 0      | 597     | 171    |

1. 1 2 3 4 5 6  Наступи у Лиги шампиона
2. 1 2 3 4  Наступ у ФА Комјунити шилду

### Репрезентација
Ажурирано 23. јануара 2024.
| Репрезентација | Година | Наступи | Голови |
| -------------- | ------ | ------- | ------ |
| Алжир          | 2014   | 9       | 2      |
| Алжир          | 2015   | 13      | 2      |
| Алжир          | 2016   | 5       | 2      |
| Алжир          | 2017   | 8       | 2      |
| Алжир          | 2018   | 8       | 2      |
| Алжир          | 2019   | 14      | 5      |
| Алжир          | 2020   | 4       | 3      |
| Алжир          | 2021   | 9       | 8      |
| Алжир          | 2022   | 9       | 2      |
| Алжир          | 2023   | 10      | 2      |
| Алжир          | 2024   | 4       | 1      |
| Укупно         | Укупно | 93      | 31     |

#### Голови за репрезентацију
до 29. априла 2016. године
| Гол | Датум                   | Противник | Марезов гол | Резултат | Такмичење                                     |
| --- | ----------------------- | --------- | ----------- | -------- | --------------------------------------------- |
| 1   | 15. октобар 2014. год.  | Малави    | 2–0         | 3–0      | Квалификације за Афрички куп нација 201. год. |
| 2   | 15. новембар 2014. год. | Етиопија  | 2–1         | 3–1      | Квалификације за Афрички куп нација 201. год. |
| 3   | 27. јануар 2015. год.   | Сенегал   | 1–0         | 2–0      | Афрички куп нација 201. год.                  |
| 4   | 17. новембар 2015. год. | Танзанија | 3–0         | 7–0      | Квалификације за Светско првенство 2018. год. |

## Награде

### Клуб

#### Лестер Сити
- Премијер лига (1) : 2015/16.
- Чемпионшип (1) : 2013/14.

#### Манчестер сити
- Премијер лига (4) : 2018/19, 2020/21, 2021/22, 2022/23.
- ФА куп (2) : 2018/19, 2022/23.
- Лига куп Енглеске (3) : 2018/19, 2019/20, 2020/21.
- ФА Комјунити шилд (1) : 2018.
- УЕФА Лига шампиона (1) : 2022/23.

### Репрезентација

#### Алжир
- Афрички куп нација (1) : 2019.

### Појединачне
- Најбољи фудбалер Алжира за 2015. годину.
- Најбољих једанаест у Премијер лиги за сезону 2015/2016.
- Играч године у Премијер лиги за сезону 2015/2016.

## Занимљивости

### Боравак у Шкотској
Током 2007. године, Марез је позван на десетонедељну проби у шкотски Сент Мирен. Плаћен му је пут до Шкотске и он је тамо отпутовао са својим саиграчем из Сарсела, Денијем Бекелеом. Одиграо је четири пријатељске утакмице и постигао седам голова. Поред тога што је показао свој квалитет, више од два месеца није играо првенствене утакмице. Како што и сам Марез каже, Шкотска га је излуђивала због тога што је било хладно и физички веома напорно. Једног дана је било веома хладно и он се правио да је повређен да би тај дан био ослобођен од тренинга. Сматрао је да је напредовао, али људи из клуба нису хтели да му дозволе да он напусти клуб. Због тога је искористио тај "слободан" дан да побегне. Позајмио је бицикл од једног момка из хотела, спаковао своје ствари и отишао ка аеродрому, не јавивши се никоме.

### Реми у Лондону
После нерешеног резултата на утакмици између Тотенхема и Вест Бромича, у којој је Лестеров директни ривал за титулу, Тотенхем, изгубио бодове, тренер Лестера Клаудио Ранијери је доживео занимљиву ситуацију. Док се одмарао код куће са својом породицом, неко му је око поноћи позвонио на врата. Када је отворио врата, насмејао се, јер је угледао Мареза и Вардија како играју неки чудан плес. Вероватно су попили које пиво више, па их је Ранијери похвалио за наступ и послао кући јер су ујутру имали тренинг.
"Не могу да будем строг према њима, јер они мени поклањају сан... Живе свој сан. С друге стране, нису баш ни нормални." изјавио је Ранијери.